# 井川忠雄
井川 忠雄（いかわ ただお、男性、1893年2月15日 – 1947年2月18日）は、日本の大蔵官僚、政治家。太平洋戦争開戦前、日米民間人交渉に携わった人物として知られる。

## 来歴
島根県出身。(旧制)仙台一中、一高、1917年東京帝国大学法科大学政治科を卒業後、大蔵省に入省。東京税務監督局兼理財局属。近衛文麿と近しく、近衛や後藤隆之助らが設立した「昭和研究会」の初期のメンバーでもあった。1936年、門司税関長を最後に退官し、産業組合中央金庫（現・農林中央金庫）理事となった。
1940年、ニューヨーク州のカトリック外国伝道協会のジェームズ・E・ウォルシュ、ドラウト両神父が井川のもとを訪れ、日米国交の調整問題について意見交換を行ったことを契機に、陸軍省の岩畔豪雄大佐とともに日米交渉を進め「日米諒解案」を作成するが、蚊帳の外に置かれていた松岡洋右外相の逆鱗に触れ、事実上握り潰された。その後1942年に共栄火災海上保険社長に就任する。
戦後は黒沢酉蔵、船田中とともに日本協同党を結成し、1946年に小党を加えて協同民主党が発足すると書記長に就任した。同年には貴族院議員に勅選されるも、在任中に死去。墓所は多磨霊園。

## 略歴
- 1916年10月 – 高等文官試験合格
- 1917年
  - 3月 – 東京帝国大学法科大学政治科卒業
  - 4月 – 大蔵省入省
  - 9月 – 財務書記・中国駐在
- 1919年1月 – ロシア駐在（シベリア派遣軍政部付）
- 1920年
  - 9月 – 副司税官・淀橋税務署長
  - 9月 – 司税官
  - 11月 – 大蔵事務官・米国駐在
- 1927年
  - 7月 – 銀行検査官
  - 7月-同年11月 – 欧米出張
- 1929年9月 – 産業組合中央金庫監理官を兼任
- 1933年5月 – 大蔵書記官・外国為替管理部審査課長
- 1936年
  - 4月 – 門司税関長
  - 10月 – 退官
  - 10月 - 1941年5月 – 産業組合中央金庫理事
- 1938年12月 – 同大阪支所長
- 1940年7月 – 同本部業務部長
- 1941年2月-同年8月 – 外務省嘱託
- 1942年
  - 4月 – 大東海上火災保険（株）取締役社長・大福海上火災保険（株）取締役社長に就任
  - 7月 - 両社合併・共栄火災海上保険（株）社長に就任
- 1946年6月19日[2] - 1947年2月18日 – 貴族院議員